# Corupá
Corupá es un municipio brasileño del estado de Santa Catarina. Tiene una población estimada al 2022 de 15 267 habitantes. Pertenece a la Región metropolitana del Norte-Nordeste Catarinense.

## Toponimia
Nombre de origen indígena que significa "lugar de muchas piedras"

## Historia
Se considera la fecha de fundación de la localidad el 7 de julio de 1897 con la llegada de los primeros colonos de origen alemán, el lugar era conocido como Hansa Humboldt, en honor al naturista alemán Alexander von Humboldt. Se creó como distrito el 11 de mayo de 1908, y el 25 de julio de 1958 con su emancipación cambió su nombre a Corupá.

## Turismo
Corupá es conocida por su ecoturísmo, rodeado de un valle con cascadas. La reserva Rota das Cachoeiras (ruta de las cascadas), con 1 153.66 hectáreas, es uno de los remanentes de la Mata Atlántica de Santa Catarina. Cuenta con 14 cascadas.